# مكتبة بلدية جنين العامة
مكتبة جنين أحد أبرز المعالم الثقافية والتراثية في شمال الضفة الغربية، تقع وسط مدينة جنين في فلسطين. كانت في السابق مقر بلدية جنين - الذي انتقل مؤخرا إلى جنوب المدينة بعيدا عن وسط المدينة المزدحم. ويقع أسفل المكتبة مدخل سوق السيباط العثماني الأثري.

## تاريخ المكتبة

صورة عامة للمكتبة ويظهر فيها قسم الإعارة

تأسست نواة مكتبة بلدية جنين العامة في 10 مارس 1966 في عهد رئيس بلدية جنين حسني السوقي، بموظف واحد وهو القيم بشير العبوشي، وكان عدد الكتب آنذاك 1363 كتابا ً وشغلت المكتبة إحدى غرف بلدية جنين، ثم انتقلت عام 1971 إلى عمارة البلدية محل سوق الخضرة الكائن في مقهى البلدية حاليا ً ، وبقيت هناك 20 عاما ً حتى حلت لموقعها الحالي محل دار البلدية القديمة ، فوق مدخل سوق السيباط ، و في مطلع عام 2009 تم نقل موقع المكتبة إلى مبنى البلدية المركزي ، لكن ما لبثت إلى أن تم اعادتها إلى مقرها السابق الكائن فوق مدخل سوق السيباط مقابل مسجد جنين الكبير.

## أقسام المكتبة
- قسم التصنيف والفهرسة.
- قسم الحاسوب.
- قسم الأرشيف:

قسم الأرشيف في الطابق العلوي ويظهر أرشيف الجرائد

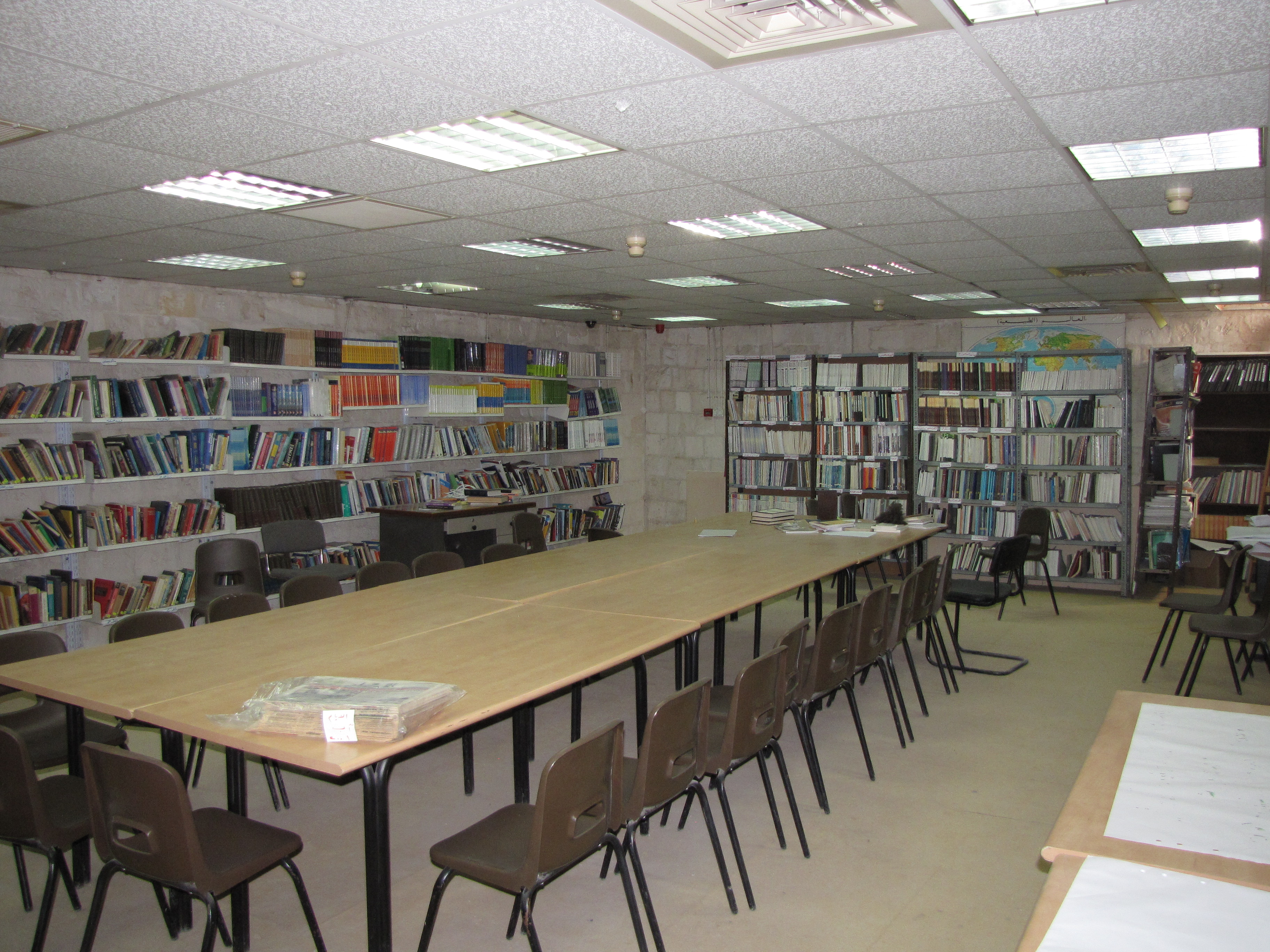
قسم الأرشيف في الطابق العلوي

الذي يضم الصحف اليومية التي تصدر في فلسطين، حيث اعتادت إدارة المكتبة على الاحتفاظ بنسخ من الصحف الثلاث الرئيسة (الحياة الجديدة والقدس والأيام) وأرشفتها بشكل يومي ليسهل على الرواد الحصول على معلومات منها حين الحاجة، و أول تجربة لأرشفة الصحف كانت في عام 1982.
- قسم صيانة وتجليد الكتب.
- قسم الأطفال:

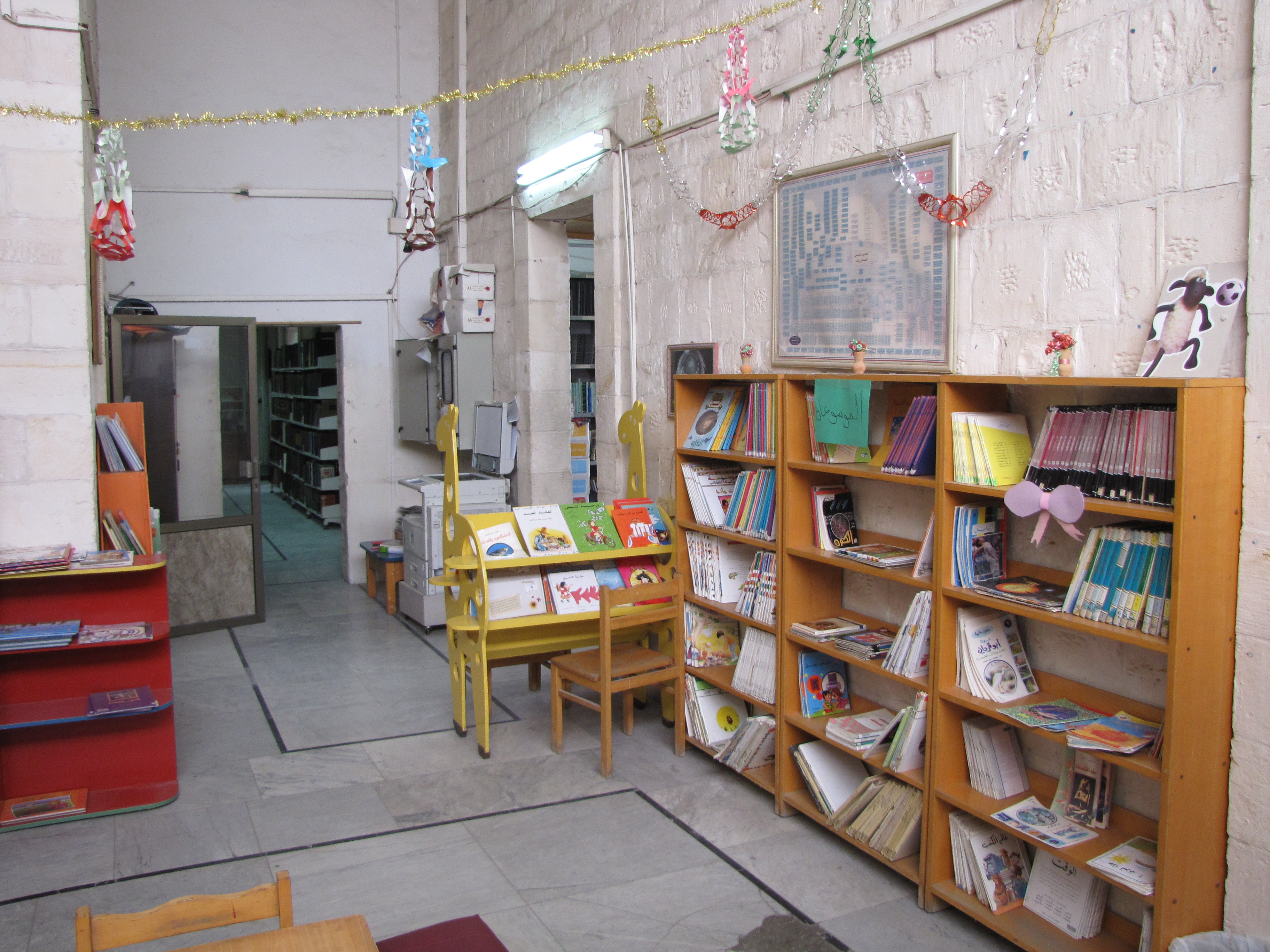
قسم الأطفال داخل المكتبة

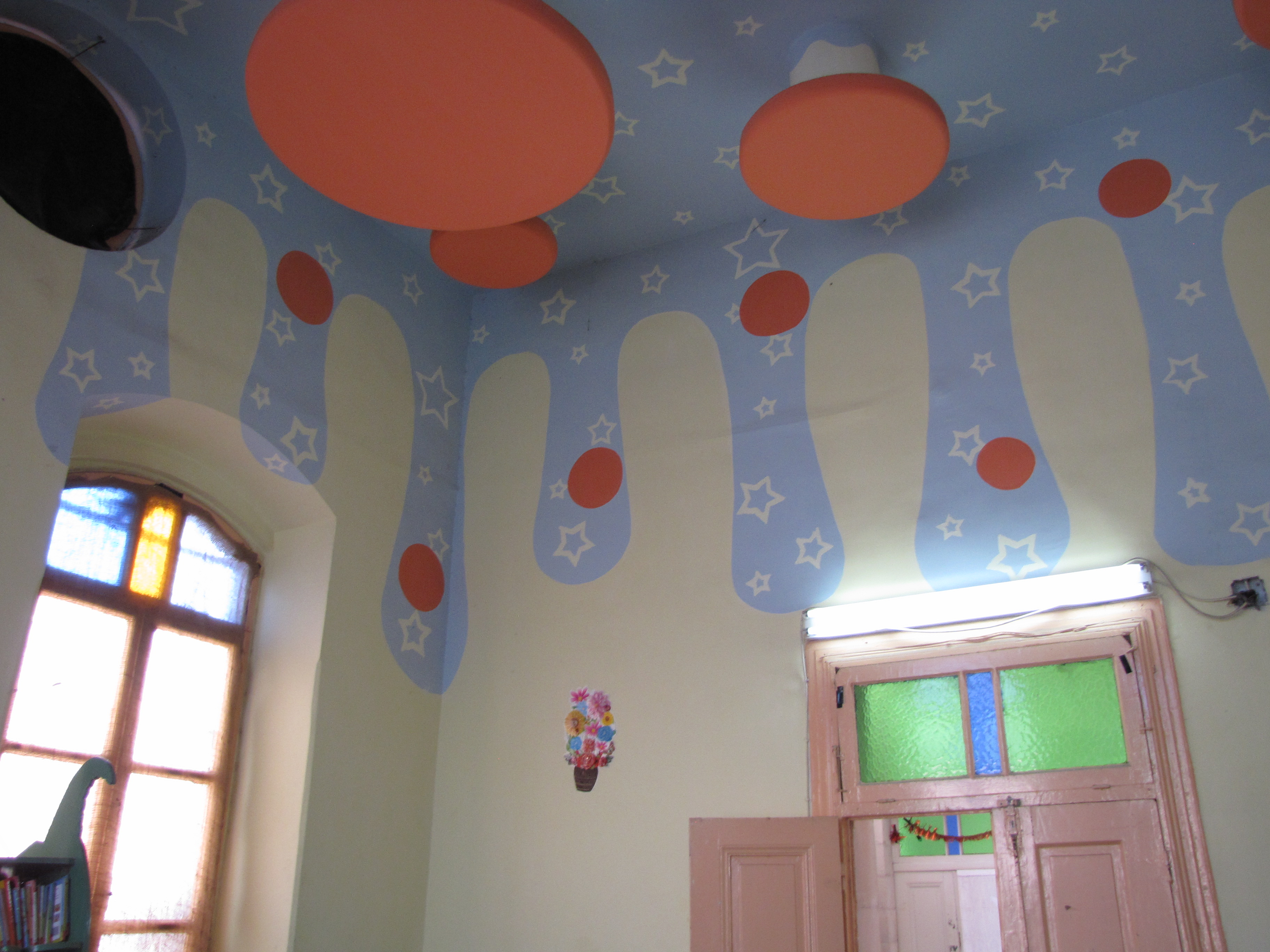
من داخل غرفة بقسم الأطفال

يرتاده أطفال المدارس القريبة في العادة، صُممَ خصيصًا ليتلاءم واحتياجات الأطفال وراحتهم النفسية، من حيث المكان وقصص الأطفال وما يلزمهم في الدراسة، عدا عن تنظيم إدارة القسم أنشطة ترفيهية داخلية وخارجية لرواد المكتبة من الأطفال.

## مدراء المكتبة عبر الزمان
تعاقب على إدارة مكتبة بلدية جنين منذ تأسيسها السادة:
- بشير العبوشي.
- فواز اللبدي.
- اسلام البربري .
- كمال سمور ، وهو المدير الحالي.

## وضع المكتبة الحالي

صورة عامة من وسط المكتبة في داخل المبنى

حاليا ً تحوي مكتبة بلدية جنين على 24 الف كتاب للبالغين، و 4500 كتاب للأطفال ، ويبلغ عدد الاشتراكات فيها 3700 اشتراك. ويبلغ عدد الموظفين العاملين بها 12 موظفا ً.

## تاريخ و وصف مبنى المكتبة الحالي
يعود تاريخ بناء المبنى الحالي الذي توجد به المكتبة ، إلى عام 1905 حيث كانت ملكيته تعود إلى الحاجة شمسة عبد الهادي زوجة حافظ باشا عبد الهادي ( آخر باشا لجنين في العهد العثماني ) ، وقد انشأته بالاساس كقصر لها ، ومن ثم أوقفت ملكها في العلية المعروفة بالأوتيل وكان يعرف أيضا ً بفندق الحجاز لصالح الحرم النبوي الشريف عام 1912 .
وقد استخدم المبنى اثناء الحرب العالمية الأولى كمشفى للجيش العثماني عام 1913 ، ومن ثم استخدم بعد انتهاء الحرب العالمية الأولى كفندق للنزلاء لغاية عام 1934 ، حيث تم اعتماده كمبنى لبلدية جنين منذ العام 1934 لغاية 1991 وخصصت غرفة داخل المبنى تعتبر النواة الأولى لمكتبة بلدية جنين العامة ومن ثم تم اتخاذ المبنى بشكل كامل لصالح المكتبة العامة.
مساحة المبنى 300 متر ويتكون من طابقين ، يعلوه سقف قرميدي ، حيث يتكون الطابق الأول من محال تجارية ، وبه مدخل في الوسط على شكل قوس ، إلى سوق السيباط ، وفي الطابق الثاني للمبنى تقع مكتبة البلدية ويتم الدخول للمبنى من الجهة اليمنى حيث يوجد درج يصعب على مرتادي المكتبة صعوده بسهولة لعلو المبنى وكونه مستقيمًا من الأسفل حتى الأعلى، إلا أن المكتبة لا تخلو من روداها بشكل يومي .

## وصلات خارجية
- جمعية المكتبات والمعلومات الفلسطينية